# Brain Drill
Brain Drill est un groupe de death metal technique américain, originaire de Santa Cruz, en Californie. Ils sont signés chez Metal Blade Records. Ils publient leur premier album, intitulé Apocalyptic Feasting, le 5 février 2008. À ses débuts, le groupe se départage par des désaccords, et se sépare par la suite supposément en 2008.
Le membre fondateur Dylan Ruskin explique qu'à l'origine Brain Drill se dissout lorsque les trois membres restants partent, mais le groupe se forme un nouveau line-up. Steve Rathjen rejoint moins de deux semaines après son départ. Également, un nouveau batteur nommé Joe Bondra (par la suite remplacé par Ron Casey), et un nouveau bassiste nommé Ivan Munguia rejoint le groupe. Brain Drill fait ensuite paraître un autre album, Quantum Catastrophe, en 2010 avec ce line-up.

## Biographie

### Formation etThe Parasites(2005–2006)
Brain Drill est formé en 2005 comme projet parallèle du guitariste Dylan Ruskin après le départ de son groupe Burn at the Stake. Ruskin débute alors la recherche d'un batteur et trouve Marco Pitruzzella (qui a joué pour plusieurs groupes de death metal tels que Vital Remains, Vile, The Faceless et d'autres groupes de metal extrême). Après quelques mois à fréquenter le groupe le chanteur Steve Rathjen se joint au groupe. Le groupe entre alors aux Castle Ultimate Studios avec le producteur Zack Ohren, et enregistre un EP de six pistes The Parasites entre mars et mai 2006. Peu après l'enregistrement, Rathjen quitte le groupe et est remplacé par l'ancien chanteur de Dead Syndicate, Andre Cornejo. L'ancien bassiste de Vile, Jeff Hughell rejoint le groupe en tant que membre permanent. Rathjen réintègre le groupe peu après.

### Apocalyptic Feasting(2007–2009)
Lors d'une entrevue effectuée en 2007, Alex Webster, le bassiste de Cannibal Corpse, recommande Brain Drill à Metal Blade Records avec qui le groupe signa un contrat peu après. Le groupe retourne aux Castle Ultimate Studios avec le même producteur, Zack Ohren, mais cette fois-ci pour enregistrer leur premier album. Il est enregistré en août 2007 et commercialisé le 5 février 2008.
Peu après la sortie de Apocalyptic Feasting, les deux membres qu'étaient Marco Petruzzella et Jeff Hughell ont dû quitter le groupe à la suite de complications survenues lors de la tournée. D'après un message de Ruskin posté sur la page Myspace du groupe, il apparait que le groupe se soit séparé. Peu après, ces rumeurs sont démenties et le groupe se met à la recherche d'un nouveau batteur et d'un nouveau bassiste.

### Quantum Catastrophe(2009–2015)
Brain Drill est retourné au Castle Ultimate Studio avec Zack Ohren en décembre 2009 pour enregistrer leur deuxième album au label Metal Blade Records. Quantum Catastrophe est publié le 11 mai 2010, et est bien accueilli par la presse spécialisée,,. Monumental Failure, une des chansons de l'album est publiée avant la sortie de l'album en guise de bande-annonce.

### Boundless Obscenity(depuis 2016)
Après plusieurs années de silence, le groupe revient en juillet 2016 avec la sortie de leur troisième album auto-produit intitulé Boundless Obscenity. L'album, qui comprend un total de huit chansons, est produit par Zack Ohren (Apocalyptic Feasting (2008) et Quantum Catastrophe (2010)),. L'album est disponible sur leur profil Bandcamp.

## Membres

### Membres actuels
- Dylan Ruskin - guitare (depuis 2005), basse (2005–2006, depuis 2016)
- Alex Bent – batterie (depuis 2015)
- Travis Morgan – chant (depuis 2016)

### Anciens membres
- Marco Pitruzzella - batterie (2005-2008)
- Steve Rathjen - chant (2005–2006, 2006–2016)
- Andre Cornejo - chant, en concert (2006)
- Jeff Hughell (ex membre de Vile) - basse (2006-2008)
- Ivan Munguia - basse (2008–2016)
- Joe Bondra - batterie, en concert (2009)
- Ron Casey - batterie (2009–2015)

## Discographie

### Albums studio
- 2008 : Apocalyptic Feasting
- 2010 : Quantum Catastrophe
- 2016 : Boundless Obscenity

### EP
- 2008 : The Parasites